# Heures ternes
Heures ternes est une mélodie pour voix et piano de Nadia Boulanger composée en 1910 sur un poème de Maurice Maeterlinck.

## Présentation
Heures ternes est vraisemblablement composé en 1910. La mélodie, pour voix et piano, est écrite sur un poème de Maurice Maeterlinck extrait de Serres chaudes (Bruxelles, Paul Lacomblez, 1890).
L'incipit de l'œuvre est : « Voici d'anciens désirs qui passent ».
Le manuscrit autographe de la mélodie est conservé à la Médiathèque Nadia-Boulanger du CNSMDL (ONB M 511.11 BOU).

## Création et édition
Heures ternes est créé le 7 avril 1910 à Paris, salle Érard, par Jules Tordo (chant) et Nadia Boulanger (piano), avec Le Beau Navire, aux Concerts A. Dandelot.
La mélodie est reprise le 9 décembre 1910 à Paris, salle Hoche, par Rodolphe Plamondon et Nadia Boulanger, avec La Mer, Larme solitaire, Prière et Cantique. L'œuvre est également interprétée le 18 mars 1912 à Paris par Germaine Sanderson et Nadia Boulanger, avec Élégie, et reprise le 17 décembre 1915 par Yvonne Brothier et Nadia Boulanger au Petit Palais des Champs-Élysées lors d'une séance dédiée aux Poilus, autour de l'exposition des « Cocardes de Mimi-Pinson » organisée par Gustave Charpentier.
Le manuscrit autographe conservé a servi à l'exécution ainsi qu'à la gravure. Il porte le cotage J.6805.H. (Paris, J. Hamelle) mais aucun exemplaire définitif n'a été retrouvé. Avec le déclenchement de la Première Guerre mondiale, l'édition de la partition est restée en suspens, jusqu'à une publication par Alphonse Leduc en 2017 au sein du recueil Mélodies pour voix moyenne, vol. 2 (AL 30 752).

## Commentaires
« Mélodie plus tortueuse et nostalgique » pour la musicienne et musicologue Anne de Fornel, Heures ternes est d'une durée moyenne d'exécution de deux minutes cinquante environ.
Dans le catalogue des œuvres de la compositrice établi par la musicologue Alexandra Laederich, la pièce porte le numéro NB 38.

## Discographie
- Mademoiselle - Première Audience : Unknown Music of Nadia Boulanger, Nicole Cabell (soprano) et Lucy Mauro (piano), Delos DE 3496, 2 CD, 2017[5] — premier enregistrement mondial.
- Lili & Nadia Boulanger : mélodies, Cyrille Dubois (ténor) et Tristan Raës (piano), Aparté, 2020[6].
- Les heures claires : The Complete Songs : Nadia & Lili Boulanger, Lucile Richardot (mezzo-soprano) et Anne de Fornel (piano), Harmonia Mundi HMM 902356.58, 3 CD, 2023[7].